# ねぎっちょ
ねぎっちょは、岐阜県岐南町のマスコットキャラクターである。

## 概要
2006年10月1日の岐南町の町制施行50周年を記念して誕生したキャラクターで、岐南町の特産品である徳田ねぎをモチーフとしている。
全国から公募で集まった92点の中から最終選考に残った児童5名の作品を、絵本作家の高畠純が仕上げてデザインが決定。更に岐南町立東小学校生徒からの応募が採用され、「ねぎっちょ」と命名された。
青ねぎでも白ねぎでもある徳田ねぎの特性を反映して、頭の上の緑色の部分が長い「青ねぎバージョン」と短い「白ねぎバージョン」の2種類のデザインが存在。着ぐるみも両方のバージョンがあるため、2体のねぎっちょが同時出演することもある。

## プロフィール
- 生年月日（年齢） - 2006年10月1日（18歳）
- 性別 - 不明
- 特徴 - 大きな緑の頭、白い肌、つぶらな瞳の植物系キャラクター
- 性格 - まじめで素直
- 趣味 - 自然の中で魚や虫をみつけたり、広場で凧をあげたりして遊ぶこと。
- 特技 - ネギになること
- 好きな食べ物 - 徳田ねぎを使用した食べ物全般
- 好きなこと - ねぎっちょ汁をふるまうこと(※徳田ねぎがいっぱい入ったトン汁のこと)
- 苦手なこと - 泳ぐこと、暑さ

## その他
ゆるキャラダンスユニット「チームふわふわ隊」に所属しており、各地のゆるキャライベントではチームメイトのゆるキャラと息の合ったダンスを披露している。